# Paweł Kaleta (1897–1940)
Paweł Kaleta (ur. 4 stycznia 1897 w Puńcowie, zm. 7 listopada 1940 w KL Mauthausen-Gusen) – polski dziennikarz, działacz ruchu ludowego na Śląsku Cieszyńskim.

## Życiorys
Początkowo był członkiem Polskiego Stronnictwa Ludowego „Piast”, a od 1931 Stronnictwa Ludowego. W latach 1931–1939 pełnił funkcję sekretarza Zarządu Powiatowego SL w Cieszynie. Wydawca i redaktor „Głosu Ludu Śląskiego”, wychodzącego od 1930 jako „Śląska Gazeta Ludowa”. W 1932 wydał książkę Proces 11 więźniów brzeskich przed sądem okręgowym w Warszawie. W latach 1933–1939 był łącznikiem między władzami SL a Wincentym Witosem, przebywającym w tym czasie w Czechosłowacji (m.in. przeprowadzał przez zieloną granicę działaczy ludowych).
Działał w konspiracji w czasie II wojny światowej. Aresztowany w kwietniu 1940, przebywał w obozach koncentracyjnych w Dachau i Mauthausen. Zmarł w tym ostatnim.